# Zápisky historika
Zápisky historika (čínsky v českém přepisu Š’-ťi, pchin-jinem Shǐjì, znaky zjednodušené 史记, tradiční 史記, variantně Zápisy historika, Historikovy zápisky/zápisy) původně Kniha vrchních písařů (čínsky v českém přepisu Tchaj-š’-kung šu, pchin-jinem Tàishǐgōng shū, znaky 太史公書) jsou dějiny Číny a okolních zemí od mytických počátků kolem roku 2600 př. n. l. do 1. století př. n. l.
Zápisky začal sestavovat čínský historik chanské doby S’-ma Tchan; jeho syn S’-ma Čchien pokračoval ve sbírání podkladů a v letech 104–93 př. n. l. je sepsal pod názvem Kniha vrchních písařů. Po zveřejnění díla S’-ma Čchienovým vnukem Jang Jünem se Zápisky začaly šířit mezi vzdělanou veřejnost. Ovšem už autoři 1. století n. l. uváděli, že část knihy byla ztracena a dodatečně doplněna jinými historiky. Od té doby probíhá debata o rozsahu neautentických pasáží Zápisků i o podílu S’-ma Tchana na výsledném textu. Nejstarší úplně zachované vydání díla pochází z éry Ťing-jou (1034–1038), od konce 12. století byly Zápisky tištěny zpravidla se třemi nejvýznamnějšími komentáři, pocházejícími z 5. – 8. století. Současné standardní čínské vydání bylo publikováno roku 1959.
Zápisky historika mají přes půl miliónu znaků čínského písma. Jejich 130 kapitol je seskupeno do pěti oddílů: nejdříve je v 12 kapitolách „Kořenů a počátků“ podán přehled dvou a půl tisíciletí čínských dějin od Žlutého císaře po současnost autorů; klíčové události jsou znovu shrnuty v 10 kapitolách chronologicky uspořádaných „Tabulek“; následuje 8 kapitol „Pojednání“ rozebírajících témata z pohledu autorů významná pro správnou vládu; dalších 30 kapitol „Dědičných rodů“ rekapituluje čínskou historii tentokrát z perspektivy údělných knížectví, zahrnují i životopis Konfucia a některých významných politiků; a konečně 70 kapitol „Příběhů“ obsahuje biografie významných osobností, ale i historii nečínských států a národů sousedících s říší Chan. Poslední kapitola „Příběhů“ je věnována S’-ma Čchienovu rodu a samotným Zápiskům.
S’-ma Čchien pojal historii Číny jako dějiny jediné říše, bez ohledu na její politickou roztříštěnost po většinu její minulosti. Pokusil se uspořádat historické údaje, zevšeobecnit je a dobrat se pochopení zákonitostí dějin, „cesty Nebes“. Současně se snažil i o uchování památky významných osobností a svého rodu. Dílo mimořádné svým rozsahem i literární úrovní se stalo vzorem pro pozdější historiky a spisovatele. S tím, jak získalo oficiální status, změnil se i název spisu. Z Knihy vrchních písařů, vyjadřující osobní názory S’-ma Čchiena a jeho otce, se staly Š’-ťi, ve významu Zápisky písaře, později Zápisky historika a nakonec již zcela odosobněné Historické zápisky.
Zápisky byly přeloženy do ruštiny (Vjatkinův překlad) a japonštiny, významné jsou i částečné překlady Édouarda Chavannese (do francouzštiny) a týmu Williama Nienhausera ml. (do angličtiny). Do češtiny přeložil v letech 1962–1971 několik kapitol Timoteus Pokora. V roce 2012 vyšla zhruba čtvrtina díla v českém překladu Olgy Lomové (se zahrnutím části starších Pokorových textů) pod názvem Kniha vrchních písařů. Výbor z díla čínského historika.

## Autoři: S’-ma Čchien a S’-ma Tchan

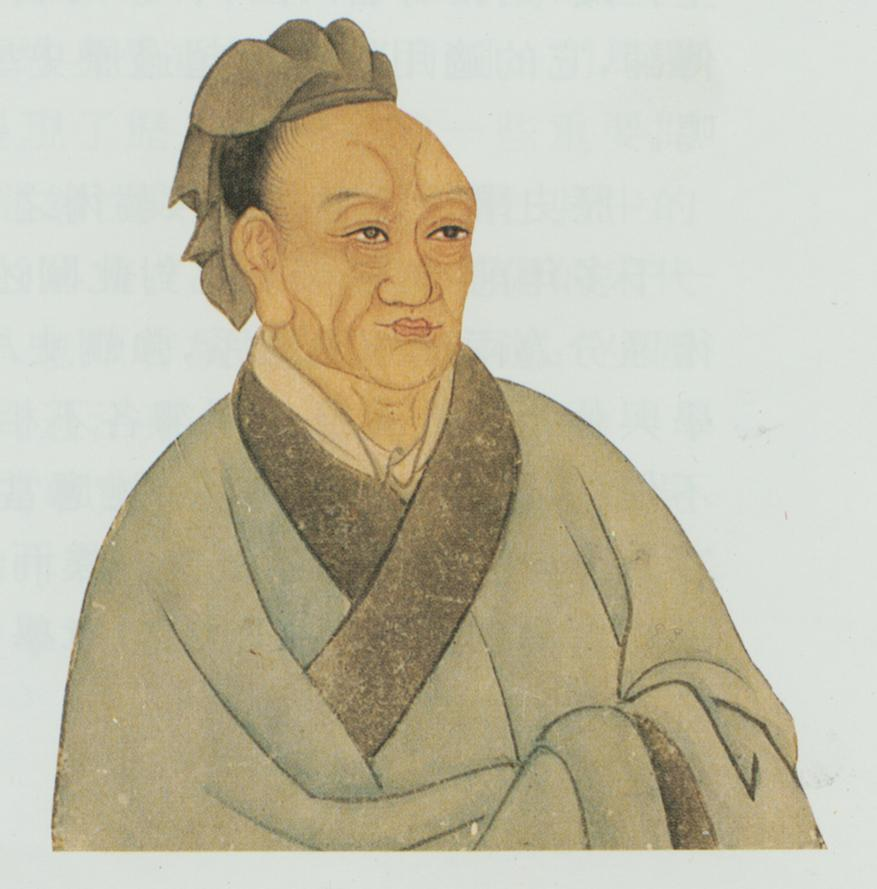
Portrét S’-ma Čchiena

Shromažďovat materiály pro dějiny Číny začal S’-ma Tchan. Byl to přední učenec na dvoře chanského císaře Wu-tiho a od roku 140 př. n. l. dvorský písař, který spravoval císařský archív a knihovnu a zodpovídal za kalendář. Po jeho smrti roku 110 př. n. l. ve shromažďování podkladů pokračoval jeho syn S’-ma Čchien.
S’-ma Čchien v mládí získal kvalitní vzdělání u významných učenců Kchung An-kuoa a Tung Čung-šua. Několik let cestoval a poté sloužil v císařově doprovodu jako družiník lang-čung, který byl vysílán na inspekční cesty do regionů i k diplomatickým jednáním v zahraničí. Po smrti otce převzal jeho úřad. Roku 104 př. n. l. dokončil sbírání materiálů a začal sestavovat Zápisky historika.
Roku 99 př. n. l. se zapletl do případu generála Li Linga, obviněného za neúspěch tažení proti Siungnuům. S’-ma Čchien se Li Linga zastal, což mu vyneslo hněv panovníka, obvinění ze zločinu pomluvy císaře a uvěznění. Pomluva císaře byla trestána smrtí. Podle tehdejších zákonů se odsouzenec mohl nejvyššímu trestu vyhnout tím, že se buď vykoupí, nebo se nechá vykastrovat. Na výkupné S’-ma Čchien neměl prostředky. Muž jeho postavení zpravidla v takové situaci volil sebevraždu, tou by však zmařil přání otcovo i vlastní dokončit Zápisky, proto si vybral kastraci.
Po propuštění z vězení byl S’-ma Čchien jmenován vrchním tajemníkem (čung-šu-ling) ve vnitřním sekretariátu čung-šu. Upnul se na dokončení Zápisků, cíli, jenž mu umožnil vyrovnat se s ponižujícím trestem. Své dílo dopsal do roku 93 nebo 91 př. n. l. O závěru jeho života není mnoho známo, zemřel snad roku 86 př. n. l., zvažována jsou i jiná data: kolem roku 90. př. n. l., v letech 86/85 př. n. l. nebo až roku 78 př. n. l.

## Název
Původní název díla, který mu dal S’-ma Čchien, je Tchaj-š’-kung šu, kde šu (書) je kniha, tchaj-š’-kung (太史公) je název úřadu S’-ma Čchiena a jeho otce S’-ma Tchana. V jeho náplni byly „záležitosti Nebes“, to jest úkoly astrologického charakteru, jako určování příznivých a nepříznivých dní pro náboženské i státní úkony, stanovení kalendáře, ale i správa císařského archívu a knihovny a dohled nad úřednickými zkouškami. Název úřadu bývá překládán různě, jako vrchní astrolog, vrchní písař, vrchní historik, v závislosti na tom, jakou stránku povinností tchaj-š’-kungů překladatelé zdůrazňují.
Pod názvem Tchaj-š’-kung šu byla kniha známa v prvních staletích existence, nicméně chanský historik Pan Ku v 1. století už znal i druhý název Š’-ťi, Zápisky písaře/písařů. V následujících staletích nový název postupně převládl a v Suej-šu (Dějinách dynastie Suej) sestavených v letech 629–636 je používán pouze ten. Současně se význam povolání š’ posunul od písaře k historikovi.
Změna názvu byla vnějším projevem změny vnímání díla. Kniha vrchních písařů vyjadřovala osobní názory S’-ma Čchiena, resp. rodu S’-ma. Po staletích byla uznána za oficiální dějiny Číny a stala se vzorem pro psaní o historii. Nové pojetí díla doprovázela i změna názvu na Š’-ťi, chápaného jako Zápisky písaře, později Zápisky historika a nakonec již zcela odosobněné Historické zápisky.
V české literatuře je zaveden název Zápisky historika. Vyskytují se i varianty Zápisy historika, Historikovy zápisky/zápisy. Olga Lomová při vydání svého výboru Tchaj-š’-kung šu přeložila jako Kniha vrchních písařů, přičemž množné číslo použila k vyjádření podílu S’-ma Tchana na práci i důrazu kladeného S’-ma Čchienem na rodovou tradici a na závazek dokončit dílo započaté otcem.

## Čínská historická díla předZápiskya prameny díla
V čínských státech existovala dlouhá tradice historických „záznamů písařů“ (š’-ti) vedených k rituálním účelům – sloužily jako zprávy předkům vládnoucího rodu. Zachovaly se pouze anály státu Čchin, které sloužily jako podklad pro 5. kapitolu Zápisků a anály státu Lu, které zredigoval a vydal (podle tradičního názoru zastávaného i S’-ma Čchienem napsal) Konfucius pod názvem Letopisy (doslova Jara a podzimy). Letopisy mají formu stručných análů datovaných podle let, pokrývají období 722–481 př. n. l. Novotou a odvážným Konfuciovým činem bylo určení Letopisů nikoli předkům, ale současníkům, živým lidem. Konfucius též zredigoval Knihu dokumentů, soubor textů vzniklých v období od počátků dynastie Čou po dynastii Chan.
Pro čtení Letopisů měly kvůli jejich stručnosti, jdoucí až na hranici srozumitelnosti, zásadní význam komentáře. Nejdůležitější byly Kung-jangův komentář a Ku-liangův komentář, které vysvětlují nejasná místa a osvětlují stručné zápisy Letopisů, přičemž vycházejí z předpokladu, že každé slovo Letopisů má hluboký význam. Třetím významným komentářem byl Cuoův komentář, který nejen komentuje a vysvětluje události zmíněné v Letopisech, ale i vypráví příběhy; je nejstarším dochovaným čínským historickým dílem, které se v příbězích snaží pomocí popisu skutků a zachycením promluv vystihnout charaktery postav. Jeho autor v dodatcích připsaných „ušlechtilému muži“ nebo Konfuciovi hodnotí události a vyvozuje ponaučení. Cuoův komentář je tak do značné míry dílo nezávislé na Letopisech, které vychází z paralelní tradice příběhů a promluv z období Válčících států, v nichž čtenáři hledali poučení z minulosti a pomoc při rozhodování. K této tradici náleží i několik dalších zachovaných děl – Promluvy ze států, Plány válčících států a Letopisy mistra Jena.
S’-ma Čchien i jeho otec znali a využili zmíněná historická díla a letopisy – Knihu dokumentů, Letopisy jar a podzimů, Cuoův komentář, Promluvy ze států, Plány válčících států a další. Jako vzdělaní muži ovládali kanonické konfuciánské spisy a vzhledem ke své úřední pozici měli oba snadný přístup do státního archívu, k záznamům a ediktům i knihám císařské knihovny. Z literárních pramenů S’-ma Čchien často citoval, a to až do té míry, že některé kapitoly jsou prakticky svodem citátů. Při sběru podkladů se však neomezoval na oficiální písemnosti, letopisy a literaturu, ale využíval i vlastní poznatky a záznamy, ať už získané v průběhu jeho úřední kariéry, nebo při cestách po zemi, kdy zpovídal znalce lidových pověstí a legend.
| „                                                           | Já jsem byl na západě až u Duté paulovnie, na severu jsem navštívil Čuo-lu, na východě jsem přišel až k moři a na jihu jsem plul po řekách Jang-c’ a Chuaj. Dostal jsem se do míst, kde starci svorně vychvalovali Žlutého císaře, Jaoa a Šuna. (…) Pročítal jsem Letopisy a Promluvy ze států (…) Kniha dokumentů je neúplná a jsou v ní mezery, to co se v ní ztratilo, však co chvíli nalézáme u jiných autorů… Shromáždil jsem vše, posoudil a uspořádal, vybral jsem, co bylo nejlepší a nejsprávnější, a tak jsem vytvořil úvodní kapitolu „Kořenů a počátků“. | “ |
| — S’-ma Čchienova poznámka k 1. kapitole Zápisků historika. | |   |

## Historie a autorství textu
S’-ma Čchien sepsal dva rukopisy, které podle svých slov uložil „ve slavných horách“ a „hlavním městě“. Jeden rukopis byl uložen v císařské knihovně, druhý v rodině Jangů, kam se provdala jeho dcera. Exemplář v císařské knihovně byl zničen nejspíše během nepokojů za vlády Wang Manga (9–23). Mimo omezený okruh dvořanů majících přístup do císařské knihovny se dílo začalo šířit až poté, co je za vlády císaře Süana (panoval 73–49 př. n. l.) zveřejnil S’-ma Čchienův vnuk Jang Jün († 54 př. n. l.). Dílo se šířilo opisováním, často i jednotlivých kapitol, týkajících se předků opisovačů. V prvním století našeho letopočtu Zápisky znali historici Pan Piao a Pan Ku, kteří z nich čerpali pro svou Kroniku Chanů a převzali uspořádání díla i celé kapitoly. Velká část kapitol Zápisků týkajících se prvního století dynastie Chan se proto shoduje s analogickými kapitolami Kroniky Chanů, nicméně zůstává nejasné, který text kdo od koho přejímal.
Vzhledem k nemalému množství pozdějších interpolací, redaktorských oprav, doplňků a změn je pro filology obtížným úkolem stanovení původního textu díla. Míra autentičnosti textu Zápisků je proto diskutována už dvě tisíciletí. Pan Piao a Pan Ku v 1. století napsali, že v jejich době bylo ztraceno deset kapitol Zápisků. Podle Čang Jena (張晏, 3. století) to byly biografie císařů Ťinga a Wua (11. a 12.), kapitoly o obřadech, hudbě a vojenství (23., 24. a 25.), tabulka generálů a prvních ministrů z počátků Chanů (22.), biografie tří knížat (60.), Fu Kchuana a Ťin Šea (98.), kapitoly o věštcích a věštění (127. a 128.). Podle historika Liou Č’-ťia (劉知幾, 661–721) od smrti S’-ma Čchiena do jeho doby celkem patnáct učenců přidalo svůj text do Zápisků. Podle různých teorií větší či menší část ztraceného textu (např. kapitolu 70.) doplnil Čchu Šao-sun (褚少孫, asi 105 – asi 30 př. n. l.), jeho doplňky jsou místy uvedeny slovy „pan Čchu praví“.
Při opisování Zápisků vznikaly komentáře k nejasným nebo nesrozumitelným místům. Nejvýznamnější z nich jsou komentář Pchej Jina z 5. století nazvaný Shromážděná vysvětlení k Š’-ti (Š’-ti ťi-ťie, 史記集解), který je nejstarším úplně zachovalým komentářem, a dva tchangské komentáře – Správný význam Š’-ti (Š’-ti čeng i, 史記正義) Čang Šou-ťiea z přelomu 7. a 8. století a Hledání skrytého v Š’-ti (Š’-ti suo-jin, 史記索隐) S’-ma Čena z první poloviny 8. století. Souhrnně jsou označovány za „Tři komentáře“.
Počátkem dynastie Sung byla Š’-ti vydána v rámci publikace souboru kanonických a historických spisů pro potřeby císařské akademie – za účelem vzdělání budoucích úředníků; tato první sungská dvorská edice vyšla tiskem roku 997, ale nezachovala se. Nicméně pozdější vydání přežila – čtyři z období severní Sung, osm jihosungských. Nejstarší zachovaný úplný exemplář Š’-ti pochází z dvorské edice z éry Ťing-jou (1034–1038). Významné je vydání éry Šao-sing (1131–1162), pojaté do tzv. Záplatované edice dynastických kronik z let 1930–1937. Nejdůležitější sungskou edicí je však Chuang Šan-fuův tisk z roku 1196, který zahájil tradici vydávání Š’-ti se Třemi komentáři. Z jüanských edic je nejvýznamnější vydání Pcheng Jin-wenovo z roku 1288. Z mingské doby se zachovalo 53 soukromých i státních vydání. Dvorské edice tehdy nebyly příliš kvalitní, zato nebývale vzrostlo množství soukromých tisků. Přední z nich jsou Wang Jen-čeova edice z roku 1525, Ling Č’-lungova edice z let 1576/1577 a edice Mao Ťinova (1599–1659, výjimečně pouze s jedním komentářem), která ovlivnila čtení Š’-ti i v Koreji a Japonsku.
Za Čchingů vznikla roku 1739 pečlivě zpracovaná palácová edice, vydávaná až do 19. století. Byla základem pro Chavannesův překlad z konce 19. století. V rámci znovuvydávání klasických děl po ničení knih způsobeném povstáním tchaj-pchingů vyšla v letech 1866–1870 i Š’-ti v tzv. nankingské edici. Ta vycházela z Mao Ťinova tisku s přihlédnutím k dvaceti dalším titulům a tehdy dostupným edicím sungské, mingské a čchingské doby. Z nankingské edice vychází i standardní čínské vydání z roku 1959, ovlivněné je však i Záplatovanou edicí a Chuang Šan-fuovým vydáním.

## Struktura a obsah

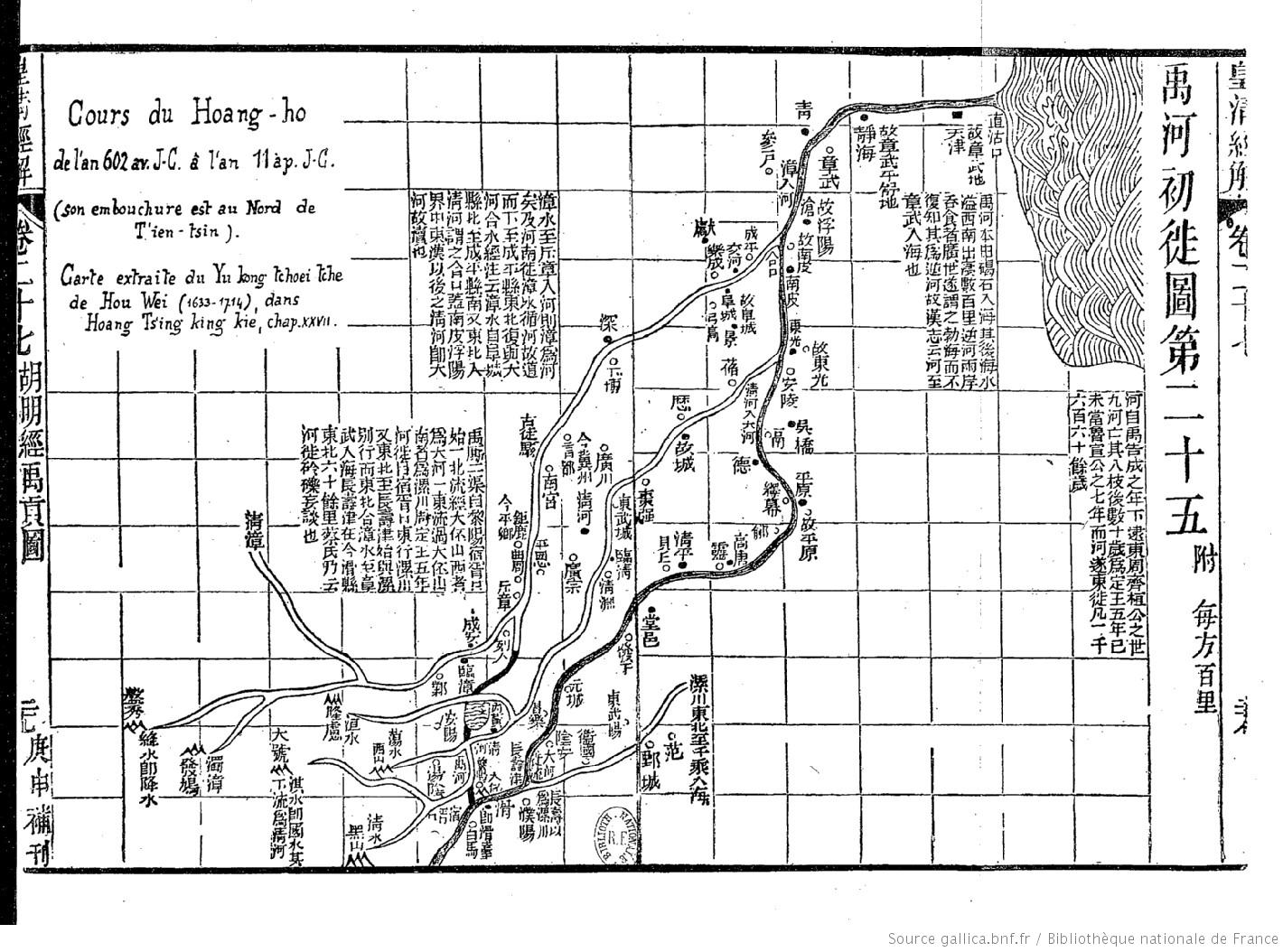
Mapa toku Chuang-che od čínského učence Chu Weje (1633–1714) převzatá do Chavannesova překladu Zápisků

Zápisky historika mají přes půl miliónu znaků, rozděleny jsou do 130 kapitol. Do závěru každé kapitoly S’-ma Čchien přidal poznámky uvedené slovy „vrchní písař poznamenává“ (太史公曰, tchaj-š’-kung jüe). V nich se objevují shrnutí kapitol, hodnocení popsaných událostí, osobní reakce na popsané, pochybnosti nebo polemika s všeobecně přijatými názory, komentáře k pramenům, filologické poznámky i dodatečné informace k tématu kapitol.
Zápisky historika sestávají z pěti oddílů:
1. Kořeny a počátky[37] (Pen-ťi, 本紀), nebo běžněji Základní záznamy či Základní anály,[37] sestávají z 12 kapitol popisujících činy vládců Číny počínaje legendárními Třemi vznešenými a pěti vladaři, přes vládce dynastií Sia, Šang, Čou a Čchin, po císaře dynastie Chan.
2. Tabulky[37] (Piao, 表) uvádějí v 10 kapitolách v chronologickém pořadí události a významné osoby od mytických počátků po chanskou dobu.[37]
3. Pojednání[37] (Šu, 書) je 8 kapitol či esejů o obřadech, hudbě, kalendářích, hospodářství, a dalších aktuálních tématech.[37]
4. Dědičné rody[37] (Š'-ťia, 世家) je 30 kapitol obsahujících historie rodů vládnoucích v údělných knížectvích, významných vládců a předních úředníků především z období Jar a podzimů, Válčících států a dynastie Chan.[37]
5. Příběhy[37] (Lie-čuan, 列傳) obsahují biografie významných osobností, zpravidla jedné či dvou; šest kapitol popisuje dějiny nečínských států a národů sousedících s říší Chan. Poslední kapitola je věnována historii S’-ma Čchienova rodu a samotným Zápiskům.[38]

V prvním oddíle knihy, „Kořenech a počátcích“, je uveden přehled dějin Číny od nejstarších dob po autorovu současnost:
| „                                                  | Po celé říši jsem sbíral poztrácená stará podání o tom, jak se utvářela [Cesta] králů, sledoval jsem počátky a zkoumal konce, abych ukázal [vývoj událostí] od rozkvětu k úpadku. Posoudil jsem a prověřil [tradované] činy a události a na základě toho jsem přibližně odvodil [historii] Tří epoch a [podrobně] zaznamenal události doby Čchin a Chan. | “ |
| — S’-ma Čchien ve 130. kapitole Zápisků historika. | |   |

Oddíl „Kořeny a počátky“ má 12 kapitol. První kapitola je kronikou činů mytických Tří vznešených a pěti vládců čínského dávnověku, následují kapitoly věnované dynastiím Sia, Šang a Čou a kapitola o dějinách státu Čchin. Dalších sedm kapitol je věnovaných panovníkům sjednocené Číny: prvnímu císaři Čchin Š'-chuang-timu, krátkodobému vládci Číny po pádu dynastie Čchin Siang Jüovi (přestože nebyl císař, ale pouze král-hegemon) a panovníkům dynastie Chan – zakladateli dynastie Kao-cuovi, císařovně Lü, kterou následovali císařové Wen-ti, Ťing-ti a Wu-ti.
| „                                                  | Protože ve stejné době vládly různé rody a v datování se nacházely nesrovnalosti, vypracoval jsem deset Tabulek. | “ |
| — S’-ma Čchien ve 130. kapitole Zápisků historika. | |   |

Oddíl „Tabulky“ v 13. až 22. kapitole v chronologickém pořadí shrnuje události popsané v předešlých dvanácti kapitolách. Dodává k nim nové údaje, naopak řada událostí z „Kořenů a počátků“ zde chybí. První tři kapitoly oddílu „Tabulky“ shrnují základní události od mytických počátků po čchinskou dobu. Následuje seznam událostí válek v nichž zanikla říše Čchin (16. kapitola) a šest kapitol vypočítávajících chanská údělná knížata, markýze a vysoké státní úředníky. Nejstarší dějiny nebyl S’-ma Čchien schopen datovat, proto je 13. kapitola seřazena podle generací. 16. kapitola je sestavena podle měsíců, v ostatních jsou události řazeny podle let. Tabulky podle let se později staly samostatným žánrem čínské historiografie.
| „                                                  | …to jak přichází [nové] a [Cesta králů] pokračuje skrze změny, vztah mezi Nebesy a člověkem, vzestupy a pády, pokračování a změny – o tom všem jsem napsal osm Pojednání. | “ |
| — S’-ma Čchien ve 130. kapitole Zápisků historika. | |   |

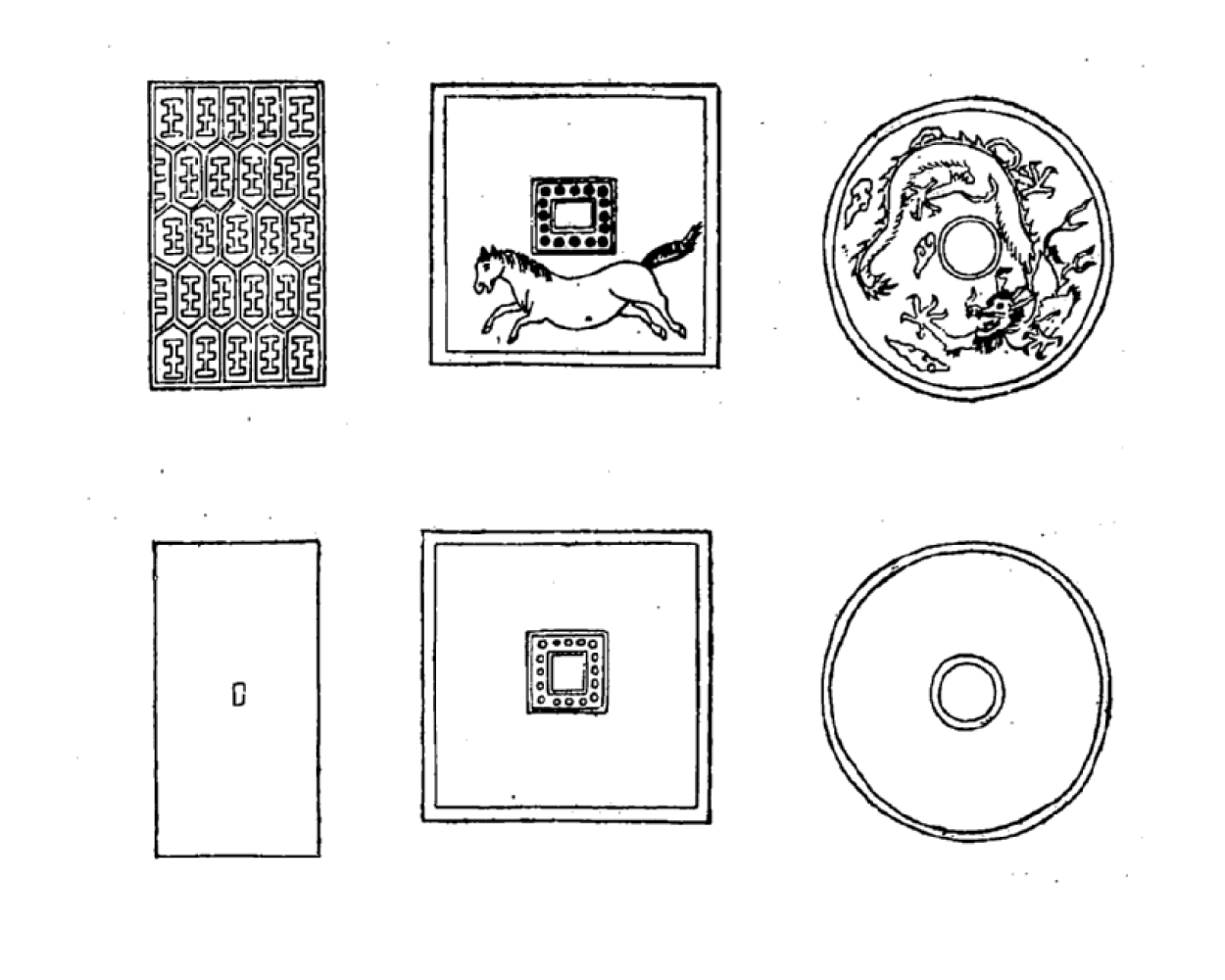
Příklady čínských mincí obíhajících za dynastie Chan (206 př. n. l. – 220 n. l.)

Osm kapitol „Pojednání“ vypráví o tématech významných pro správnou vládu, totiž obřadech, hudbě, hudební notaci (přesněji o číselných vztazích), kalendáři, astronomii, obětech nebi a zemi, řekách a kanálech a konečně hospodářské rovnováze.
| „                                                  | Tak jako se dvacet osm souhvězdí točí kolem Polárky, jako se v kole třicet paprsků spojuje v jednom náboji a bez přestání se točí, stejně tak doprovázejí [svého vládce] jeho vazalové a ministři, jeho údy a pomocníci. O takových jsem napsal třicet Dědičných rodů. | “ |
| — S’-ma Čchien ve 130. kapitole Zápisků historika. | |   |

Třicet kapitol „Dědičných rodů“ obsahuje historie údělných knížectví čouského a chanského období a některých významných osobností. Kapitoly 31. až 46. jsou věnovány údělným knížatům a státům čouské doby. Následující tři kapitoly jsou předělem mezi čouskou a chanskou érou – 47. kapitola obsahuje životopis Konfucia, 48. je věnována Čchen Šengovi, vůdci prvního protičchinského povstání a 49. obsahuje životopisy císařoven. Kapitoly 50. až 52. a 58. až 60. obsahují historie chanských císařských princů, kapitoly 53. až 57. popisují život Siao Chea, Cchao Šena, Čang Lianga, Čchen Pchinga a Čou Poa, generálů a ministrů Liou Panga, zakladatele dynastie Chan. Zatímco první oddíl popisuje čínské dějiny pohledem „z hlavního města“, oddíl „Dědičných rodů“ vidí tutéž historii z perspektivy jednotlivých knížectví a států.
| „                                                  | [Lidé kteří] po celém světě proslavili své jméno a své skutky tím, že prosazovali smysl pro to co je správné, že byli neobyčejní a nekonformní, nebo že nepropásli svou chvíli – o takových jsem napsal sedmdesát Příběhů. | “ |
| — S’-ma Čchien ve 130. kapitole Zápisků historika. | |   |

Kapitoly 61. až 130. tvoří oddíl „Příběhy“, doslova „uspořádané podání“ či „seřazená tradice“. Obvykle je název oddílu překládán jako „Životopisy“, mnohé kapitoly se však tomuto označení vymykají. Zpravidla obsahují životopis jedné či dvou postav, avšak deset kapitol jsou kolektivní biografie několika osob spojených povoláním či postavením a šest kapitol popisuje dějiny nečínských států a národů sousedících s říší Chan (Siungnuů, Jižních Jüe, Východních Jüe, Iů, Koreje a země Ta-jüan ve Ferganské kotlině). Poslední, 130., kapitola popisuje historii S’-ma Čchienova rodu, obsahuje S’-ma Tchangův esej o filozofických směrech, shrnuje důvody sepsání Zápisků historika a přidává krátké charakteristiky ostatních 129 kapitol.
Biografie zpravidla nejsou ucelené, autor z života postav vybírá epizody, pomocí nichž ilustruje jejich povahu a charakter. S’-ma Čchien se i zde snaží pochopit běh dějin, zkoumá důsledky jednání morálního – loajality a oddanosti – v kontrastu k pragmatismu a uvažuje nad tím, že to i ono se někdy setkává s úspěchem a odměnou a jindy nikoliv. Ptá se, nakolik je člověk pánem svého osudu; zajímají ho příběhy v nichž pán rozpozná kvality podřízených, příběhy točící se kolem rad podřízených vládci, pomsty, zejména pomsty za otce, odvahy konat v pravou chvíli.

## Význam

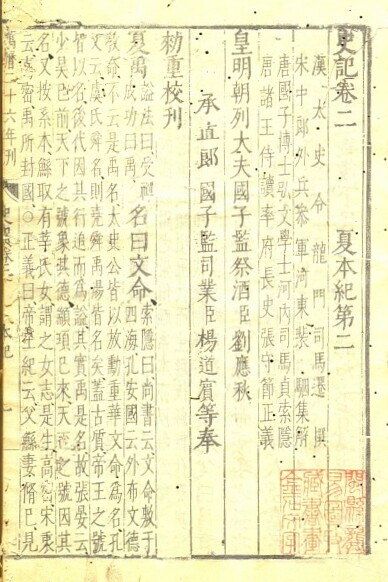
První stránka druhé kapitoly s názvem Dynastie Sia

Zápisky historika byly soukromým dílem, nikoliv oficiální prací, což autorovi umožnilo využít méně formální sloh. Pro výstižné charakteristiky postav, neochvějnou snahu o pravdivost díla, kritické hodnocení vlád a císařů, jednoduchý a současně živý jazyk se dílo stalo literárním vzorem pro historiky i spisovatele následujících staletí. Autory pozdějších dějin dynastií byla kromě jazyka a stylu přejímána i jeho struktura.
Zatímco tradiční kroniky ve stručných zápisech zachycovaly události u dvora některého státu, a byly tak časově i místně omezené, S’-ma Čchien popsal dějiny čínských států a říší i okolních národů po dobu více než dvou tisíciletí. Pro poslední století, vládu dynastie Chan, měl k dispozici nejvíce materiálu, a proto je mu věnována polovina Zápisků. S’-ma Čchien se rozhodl podat historii Číny jako dějiny jediné říše, bez ohledu na její politickou roztříštěnost po většinu její minulosti. Jako první proto zkonstruoval posloupnost vládců, panovníků a dynastií od nejstarších dob po svou současnost. Pokusil se uspořádat historické údaje, zevšeobecnit je a dobrat se určitých závěrů. Snažil se pochopit logiku historického procesu, vzestupu a pádu dynastií a říší a objasnit zákonitosti dějin, „cestu Nebes“.
| „                                                | …ptám se: To, co nazýváme Cestou Nebes – je to tak? Nebo to tak není? | “ |
| — S’-ma Čchien v 61. kapitole Zápisků historika. |                                                                       |   |

Přitom navazoval i na (konfuciánskou) historickou tradici výkladu minulosti jako poučení pro současnost. Významným cílem autora bylo také uchování památky významných osobností, i jeho vlastního rodu. Zaznamenával minulé činy předků, aby i po jejich smrti byli připomínáni svými potomky a jejich památka zůstala živá.
Historikové u Zápisků zdůrazňují jejich věcnost a objektivitu. Sám S’-ma Čchien se hlásí k nestrannosti a prověřování pramenů z hlediska důvěryhodnosti a přesnosti. Nicméně S’-ma Čchienova objektivnost má jiné cíle než objektivnost evropského historika. S’-ma Čchien věřil v řád světa, „cestu Nebes“, a pomocí pečlivého kritického zkoumání faktů se ji snažil nalézt a pochopit, jak funguje. Přes všechnu autorovu snahu jsou však jeho dějiny Číny v mnoha ohledech nepřesné, zkreslené a anachronické.
Dílo je vnímáno i jako osobní zpověď autora, který do něj vtělil své postoje a jeho prostřednictvím se vyslovil ke svému osudu. Přesvědčení o sepětí díla s osobností autora je čínské literární kritice vlastní po dvě tisíciletí, jak obecně, tak v S’-ma Čchienově případě. I evropští filologové mají tendenci klást důraz na subjektivní přístup autora. V této souvislosti upozorňují na některá S’-ma Čchienova témata – nadaní muži, kteří se stali obětí bezpráví, nepřímá kritika císaře Wu-tiho, pomsta.

## Překlady
Existuje úplný komentovaný překlad Zápisků historika do japonštiny a ruštiny. Částečně byly Zápisky přeloženy do několika evropských jazyků: angličtiny, francouzštiny, němčiny a češtiny.
Jediným úplným překladem do evropského jazyka je překlad ruský. Práci na něm zahájil sovětský sinolog Rudolf Vjatkin v 60. letech 20. století, první svazek vyšel roku 1972. Roku 1995 Rudolf Vjatkin při práci nad závěrečnými kapitolami Zápisků zemřel, jeho dílo dokončili syn Anatolij a Artěmij Karapeťjanc. Závěrečný, devátý, svazek Zápisků vyšel roku 2010.
K významným překladům patří francouzský překlad Édouarda Chavannese vydaný v letech 1895–1905 jako pětisvazkové Mémoires historiques. Chavannes přeložil prvních sedmačtyřicet kapitol. Ve vydání z let 1967–1969 byl doplněn šestý svazek s překlady 48.– 52. kapitoly, což dalo celkem cca 38 % textu Zápisků. V 60. a 70. letech 20. století vznikl poloakademický překlad Burtona Watsona zahrnující části Zápisků vztahující se k dynastiím Čchin a Chan. Tři svazky Watsonova překladu zahrnují 48 % textu. Od 90. let 20. století vzniká anglický překlad Zápisků pod vedením Williama Nienhausera ml. pod názvem Grand Scribe's Records. Překlad je kolektivním dílem odborníků USA, Číny a Evropy, v letech 1994–2008 vyšlo pět svazků. V nich byly přeloženy kapitoly 1–12, 31–40 a 61–104, což je 66 kapitol a 55 % díla. Roku 2010 vyšel ještě šestý svazek s kapitolami 105. až 112. Vzhledem k odchodu Nienhausera z projektu kvůli vysokému věku a problémům s financováním překladu je jeho dokončení nejisté.
Do češtiny přeložil v letech 1962–1971 několik kapitol Timoteus Pokora. Publikovány byly roku 1967 v jeho knize Čching Š'Chuang-ti (části kapitol 86. Atentátníci a 87. Li S'), roku 1971 v časopise Nový Orient (kapitola 126. Ironičtí kritici) a roku 1982 ve sborníku Chrestomatie k dějinám starověku I. Texty k dějinám Číny a Indie  (kapitoly 47. Konfucius a 48. Čchen Še).
V roce 2012 vyšla zhruba čtvrtina díla v českém překladu Olgy Lomové (se zahrnutím části starších překladů Timotea Pokory) pod názvem Kniha vrchních písařů. Výbor z díla čínského historika. Výbor zahrnuje šest kapitol z „Kořenů a počátků“, předmluvy ke třem kapitolám „Tabulek“, kapitolu Obřady z oddílu „Pojednání“, dvě kapitoly oddílu „Dědičné rody“ a dvacet kapitol oddílu „Příběhy“, doplněn je obsáhlou úvodní studií, předmluvou u každého oddílu, komentáři, doslovy u kapitol a závěrečným doslovem.